# Super-server

Princip Superserveru

Super-server je typ démonu, který obvykle běží na Unix-like operačních systémech.

## Použití
Tento démon spouští ostatní servery, je-li třeba. V idle režimu využívá jen velice málo prostředků, což může být ideální pro pracovní stanice určené pro vývoj webu či klient/server aplikací nebo pro příležitostně využívané démony, například ident a SSH.

## Implementace
- inetd
- xinetd
- launchd
- systemd
- ucspi-tcp